# 20 de abril
«20 de abril» és el títol d'una cançó de la banda espanyola Celtas Cortos publicada l'any 1991. Aquesta cançó s'ha convertit en un clàssic en la data que porta com a títol.

## Descripció
Escrita a manera de carta dirigida per l'autor a una vella amiga, rememorant amb nostàlgia els bons moments viscuts en el passat amb el seu comú grup d'amics de joventut.
La cançó parla també d'un cap de setmana del passat que va transcórrer en la Cabanya del Turmo, un refugi existent en la localitat de Benasc (Osca), a la Vall d'Estós.

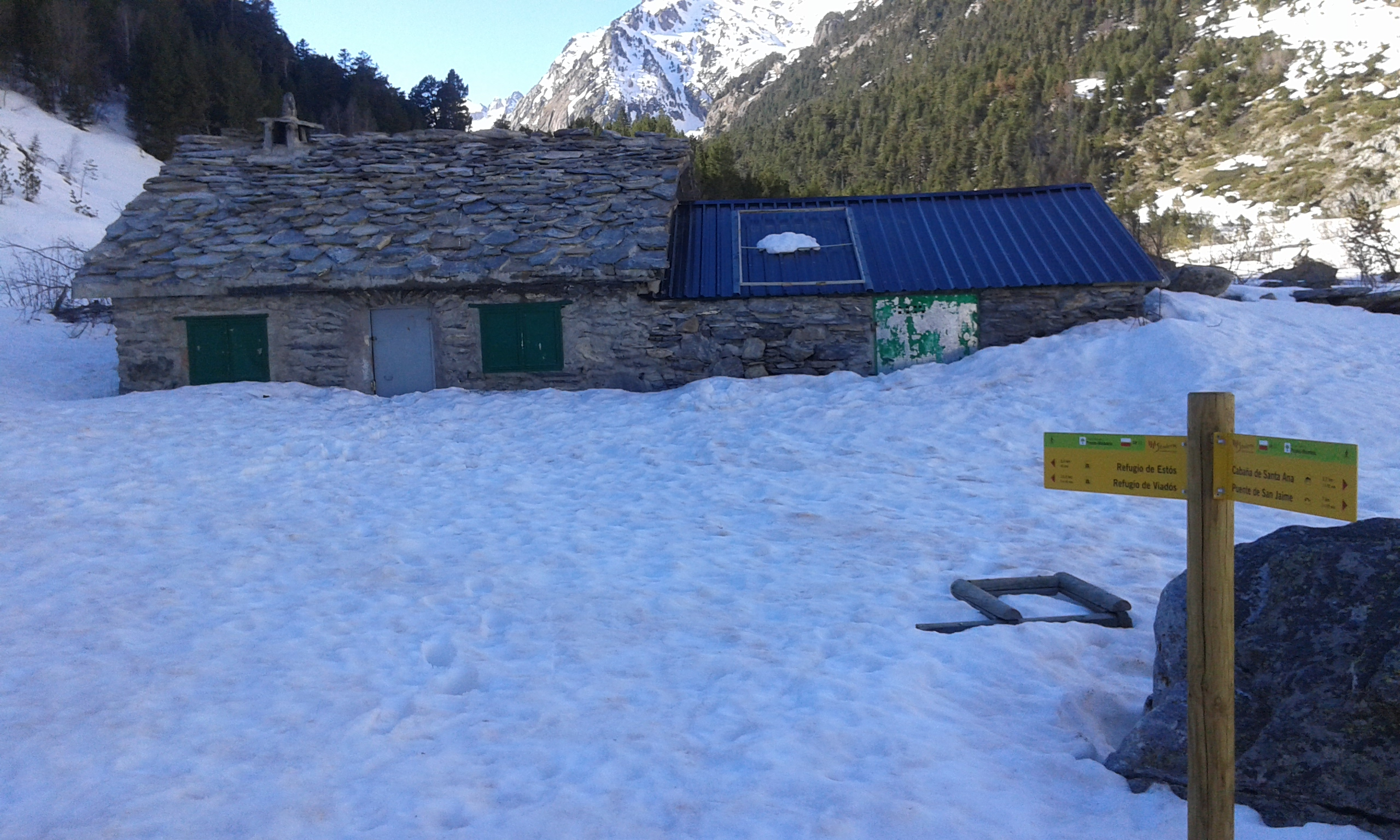
Cabanya del Turmo, a la Vall d'Estós

No obstant això, l'autor, Cifuentes, ha desvetllat que la lletra no està basada en una història real. Va ser composta mentre exercia com a assistent social en la localitat del Tremolo.
El títol de la cançó al·ludeix a la primera estrofa de la cançó, que reprodueix el que seria encapçalat de la carta: 20 d'abril del 90 (1990). La cançó no obstant això es va escriure en 1991.
El tema va ser número u en la llista elaborada per la cadena de radiofórmula Els 40 Principals la setmana del 18 d'abril de 1992.
La repercussió va ser tal que el Grup Municipal d'Esquerra Unida a l'Ajuntament de Valladolid, va presentar una proposta - que finalment no va prosperar - perquè el nom del carrer José Antonio Primo de Rivera, passés a dir-se 20 d'abril.
El vídeoclip oficial de la cançó no va ser gravat fins a molts anys després, sent publicat el 20 d'abril de 2019.

## 25è aniversari
Precisament quan es va complir el 25 aniversari de la data, és a dir, el 20 d'abril de 2015, es va produir a Espanya una ona nostàlgica punt a les xarxes socials com en els mitjans de comunicació, evocant el tema, que va arribar a convertir-se en trending topic. Van arribar fins i tot a fer-se paròdies de la lletra i eventuals respostes a la carta de la cançó.

## Versions
El tema ha estat versionat pels grups Amaral, Siniestro Total, Oysterband i Nomadi, aquestes últimes en idioma anglès i llengua italiana respectivament.